# E3 Harelbeke 2018
La E3 Harelbeke 2018, sessantunesima edizione della corsa, valida come undicesima prova dell'UCI World Tour 2018 categoria 1.UWT, si svolse il 23 marzo 2018 per un percorso di 206,5 km, con partenza ed arrivo a Harelbeke, in Belgio. La vittoria fu appannaggio dell'olandese Niki Terpstra, che giunse al traguardo in 5h03'34" alla media di 40,815 km/h, precedendo i due belgi Philippe Gilbert e Greg Van Avermaet.
Al traguardo di Harelbeke furono 95 i ciclisti, dei 174 alla partenza, che portarono a termine la competizione.

## Squadre e corridori partecipanti
Prendono parte alla competizione 25 squadre: oltre alle 18 formazioni con licenza UCI World Tour, partecipanti di diritto, sono state invitate 7 squadre UCI Professional Continental, Direct Énergie, Vital Concept Cycling Club, Vérandas Willems-Crelan, Roompot-Nederlandse Loterij, WB Veranclassic Aqua Protect, Sport Vlaanderen-Baloise e Wanty-Groupe Gobert.
| N.      | Cod. | Squadra                        |
| ------- | ---- | ------------------------------ |
| 1-7     | BMC  | BMC Racing Team                |
| 11-17   | BOH  | Bora-Hansgrohe                 |
| 21-27   | ALM  | AG2R La Mondiale               |
| 31-37   | QST  | Quick-Step Floors              |
| 41-47   | LTS  | Lotto Soudal                   |
| 51-57   | AST  | Astana Pro Team                |
| 61-67   | TBM  | Bahrain-Merida                 |
| 71-77   | GFC  | Groupama-FDJ                   |
| 81-87   | MTS  | Mitchelton-Scott               |
| 91-97   | MOV  | Movistar Team                  |
| 101-107 | DDD  | Team Dimension Data            |
| 111-117 | EFD  | Team EF Education First-Drapac |
| 121-127 | TKA  | Team Katusha Alpecin           |

| N.      | Cod. | Squadra                      |
| ------- | ---- | ---------------------------- |
| 131-137 | TLJ  | Team Lotto NL-Jumbo          |
| 141-147 | SKY  | Team Sky                     |
| 151-157 | SUN  | Team Sunweb                  |
| 161-167 | TFS  | Trek-Segafredo               |
| 171-177 | UAD  | UAE Team Emirates            |
| 181-187 | SVB  | Sport Vlaanderen-Baloise     |
| 191-197 | WGG  | Wanty-Groupe Gobert          |
| 201-207 | VWC  | Veranda's Willems-Crelan     |
| 211-217 | WVA  | WB Aqua Protect Veranclassic |
| 221-227 | TDE  | Direct Énergie               |
| 231-237 | RNL  | Roompot-Nederlandse Loterij  |
| 241-247 | VCC  | Vital Concept Cycling Club   |

## Ordine d'arrivo (Top 10)
| Pos. | Corridore         | Squadra     | Tempo    |
| ---- | ----------------- | ----------- | -------- |
| 1    | Niki Terpstra     | Quick-Step  | 5h03'34" |
| 2    | Philippe Gilbert  | Quick-Step  | a 20"    |
| 3    | Greg Van Avermaet | BMC         | s.t.     |
| 4    | Oliver Naesen     | AG2R        | s.t.     |
| 5    | Tiesj Benoot      | Lotto       | s.t.     |
| 6    | Jasper Stuyven    | Trek        | s.t.     |
| 7    | Sep Vanmarcke     | Educ. First | s.t.     |
| 8    | Gianni Moscon     | Sky         | s.t.     |
| 9    | Zdeněk Štybar     | Quick-Step  | s.t.     |
| 10   | Stefan Küng       | BMC         | s.t.     |